# Euprymna

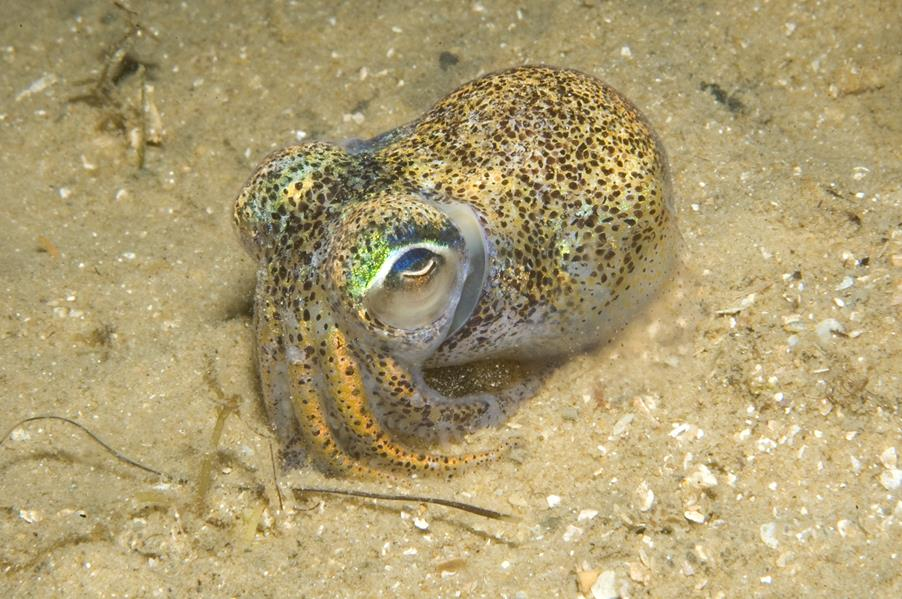
Euprymna tasmanica

Euprymna Steenstrup, 1887 è un genere di molluschi cefalopodi appartenenti alla famiglia Sepiolidae.

## Descrizione
Questi cefalopodi di piccole dimensioni presentano quattro file di ventose sulle braccia (eccetto Euprymna phenax). Il gladio è assente.

## Tassonomia
Comprende 11 specie:
- Euprymna albatrossae Voss, 1963
- Euprymna berryi Sasaki, 1929
- Euprymna hoylei Adam, 1986
- Euprymna hyllebergi Nateewathana, 1997
- Euprymna megaspadicea Kubodera & Okutani, 2002
- Euprymna morsei (Verrill, 1881)
- Euprymna pardalota A. Reid, 2011
- Euprymna penares (Gray, 1849)
- Euprymna phenax Voss, 1963
- Euprymna scolopes Berry, 1913
- Euprymna tasmanica (Pfeffer, 1884)

La specie tipo è Inioteuthis morsei Verrill, 1881.